# Coprolith
Coprolith ist eine finnische Black- und Death-Metal-Band aus Porvoo, die 2001 gegründet wurde.

## Geschichte
Nachdem sich seine vorherige Band Furia aufgelöst hatte, entschied sich der Gitarrist und Sänger Ben Pakarinen Ende 2001 eine neue zu gründen. Anfang 2002 kamen der Gitarrist Kari und der Schlagzeuger Tony hinzu. Später im Jahr wurde mit Supreme Hate ein erstes Demo aufgenommen. Zu diesem Zeitpunkt hatte die Gruppe noch keinen Bassisten, doch bald stieß Jouni Korhonen dazu und neue Lieder konnten geschrieben werden. Im Herbst 2006 begannen die Aufnahmen zum Demo World Falls Down, als Kari unerwartet die Band verließ. Das Demo erschien im Dezember desselben Jahres. 2007 wurde J-P Mikkonen als neuer Gitarrist hinzugefügt, während Aleksi Tervo das Schlagzeug übernahm. Es folgten die ersten Auftritte. 2008 wurden weitere Konzerte abgehalten, zudem wurde die EP Death Only veröffentlicht. Im September entschied sich Mikkonen die Gruppe zu verlassen, woraufhin Lars-Erik Kuli Kullström als Ersatz dazukam. Im Oktober wurde eine erste kleine Tournee mit Pantheon I und Enochian Crescent abgehalten. Im Dezember begab sich die Band ins Studio, um drei neue Lieder aufzunehmen. 2009 schlossen sich die Aufnahmen zum Debütalbum an, das im Juni 2010 unter dem Namen Cold Grief Relief bei Violent Journey Records veröffentlicht wurde. Um das Album zu bewerben, trat die Gruppe unter anderem auf dem Metalcamp in Slowenien auf und ging auf Tourneen durch Europa, Skandinavien und die Baltischen Staaten. Dabei trat Coprolith unter anderem zusammen mit Deicide, Lamb of God, Arch Enemy, Textures, Den Saakaldte und Gorgoroth auf. Im Februar 2012 erschien mit der EP Hate Infected ein weiterer Tonträger. Nachdem die Single Life=Disease veröffentlicht worden war, ging es 2013 auf eine Tour durch China. Die Single war ein Vorgeschmack auf das Album Death March, das im März 2014 bei Violent Journey Records herausgebracht wurde. Um das Album zu bewerben, ging es für den Rest des Jahres auf verschiedene Touren durch Russland, die Baltischen Staaten, Europa, Polen sowie im September in China und spielte im November auf dem Dismember Festival zum ersten Mal in Rumänien. 2015 war die Band unter anderem in Finnland auf dem Steelfest Open Air und auf dem polnischen Niech Cisza Milczy Festival zu sehen.

## Stil
Aleksie von metalreviews.com schrieb über Cold Grief Relief, dass hierauf düsterer Black Metal mit häufigen Death-Metal-Einflüssen zu hören ist. Der Gesang bestehe aus Growls und Screams. Die Musik sei schnell und technisch anspruchsvoll, jedoch nur wenig einprägsam. Songs wie Dead Endless und Hate Rapture böten groovigeren Death Metal. Christoph von metal.de ordnete in seiner Rezension zu Death March die Gruppe ebenfalls dem Death- und Black-Metal zu. Auf dem Tonträger gebe es „mitunter in tiefe Tonlagen gehenden Keifgesang“, wobei der gesamte Klang der Musik zu steril, überproduziert und nur wenig originell sei.

## Diskografie
- 2002: Supreme Hate (Demo, Eigenveröffentlichung)
- 2006: World Falls Down (Demo, Eigenveröffentlichung)
- 2008: Death Only (EP, Eigenveröffentlichung)
- 2010: Cold Grief Relief (Album, Violent Journey Records)
- 2012: Hate Infected (EP, Violent Journey Records)
- 2013: Life=Disease (Single, Violent Journey Records)
- 2014: Death March (Album, Violent Journey Records)
- 2016: War That Carries My Name (EP, Violent Journey Records)